# Verkiezingen in India in 2014
De parlementsverkiezingen van India van 2014 vonden plaats in negen fases, van 7 april tot 12 mei 2014. Alle 543 de zetels van de Lok Sabha werden verkozen door zo'n 814,5 miljoen stemgerechtigden, wat deze verkiezingen de grootste ooit in de wereld maakten.
De verkiezingen resulteerden in een overwinning en een absolute meerderheid, middels 31,0 % van de stemmen, voor de conservatieve Bharatiya Janata-partij (van de Nationale Democratische Alliantie), met haar leider Narendra Modi. De regerende centrumlinkse Congrespartij (van de Verenigde Progressieve Alliantie) verloor de verkiezingen met 19% van de stemmen.

Resultaat per kiesdistrict